# Absorpcja promieniowania beta
Absorpcja promieniowania beta – proces pochłaniania promieniowania β, czyli strumienia elektronów lub pozytonów, przez substancję. Jest skutkiem oddziaływania promieniowania beta z materią: wzbudzania i jonizacji atomów, oddziaływania kulombowskiego z elektronami substancji, emisji promieniowania hamowania. Straty energii cząstek beta dzieli się zwykle na część kolizyjną (c, straconą w wyniku zderzeń) i radiacyjną (r, wypromieniowaną):
{\displaystyle \left({\frac {dE}{dx}}\right)_{c}=WI,}
{\displaystyle \left({\frac {dE}{dx}}\right)_{r}=Z^{2}EN,}
gdzie:
- {\displaystyle W} – energia potrzebna na wytworzenie pary jonów,
- {\displaystyle I} – liczba wytworzonych par jonów,
- {\displaystyle Z} – liczba atomowa pochłaniającej substancji,
- {\displaystyle E} – energia cząstki β,
- {\displaystyle N} – gęstość atomów substancji pochłaniającej.

Ze względu na małą masę elektronów i pozytonów, podczas absorpcji tracą one nie tylko energię, ale także zmienia się ich tor ruchu. Oznacza to, że wiązka równoległych cząstek beta po wniknięciu w substancję ulega znacznemu rozproszeniu, a każda z cząstek ma inny tor, często o bardzo różnej długości.
Tor antyelektronów (tzn. pozytonów) w normalnej substancji będzie zawsze dłuższy od toru elektronu. Jest to spowodowane jednoimiennością ładunków antyelektronu i jądra atomowego – odpychają się one powodując mniejszą utratę energii kinetycznej przez antyelektron. Pochłanianie antyelektronu w normalnej materii kończy się jego anihilacją przy zetknięciu z elektronem.